# توافقنامه تجارت آزاد کانادا–اوکراین
توافقنامه تجارت آزاد کانادا-اوکراین (به انگلیسی: Canada–Ukraine Free Trade Agreement) (به فرانسوی: Accord de libre-échange Canada-Ukraine) یک توافقنامه تجارت آزاد بین کانادا و اوکراین است. براساس این توافقنامه طرف‌های امضا کننده تعرفه‌های گمرکی را که بر تمام کالاهایی که در یک کشور تولید و به کشور دیگر وارد می‌شوند، حذف می‌کنند. این توافقنامه در تاریخ ۱۱ ژوئیه ۲۰۱۶ در شهر کی‌یف امضا شده است. مراسم امضا در کیف با حضور جاستین ترودو (نخست‌وزیر کانادا) و پترو پروشنکو (رئیس‌جمهور اوکراین) برگزار شد. این توافقنامه در ۱ اوت ۲۰۱۷ به اجرا درآمد.